# 工藤ちゃん
工藤ちゃん（くどうちゃん、1994年5月13日 - ）は、日本の女性シンガーソングライター。ギターを用いた弾き語りスタイルで主に活動しており、講談社主催のコンテストであるミスiD2016では、ファイナリストに選出された。

## 来歴
- 1999年からピアノを習い始め、2007年からギターを、2008年からベースを始める[2]。
- 中学・高校時代はバンドとして活動。中学時代は部活動でキーボード・ピアノを担当し、その後、「Real Heart’s」（キーボード、2008-2013）や「Ms.yyy」（ベース・コーラス・作曲、2011-2011）といったバンドに加入し、下北沢などのライブハウスで演奏する[2]。
- 2012年、バンドイベントの自主企画を開始。自主企画名は「コミュニケーションどろぼう」[3]で、バンド「大森靖子&THEピンクトカレフ」（当時の名義は「THEピンクトカレフ」）のブッキングにも成功する（2013年3月25日、渋谷RUIDO K2）[2][4][5]。
- 2013年から、個人でギターを用いた自作の弾き語りを開始する[2]。その理由は、自主企画のブッキングの際、出演者が足りなかったため。
- 2015年、講談社主催のコンテスト「ミスiD 2016」に応募し[6]、セミファイナリストへの選出を経て、ファイナリストに選出される[1]。
- 2016年2月29日には、新宿LOFTにて、舞台女優デビューを果たす[7]。
- 2016年5月13日、渋谷354CLUBにて、「工藤ちゃんのピンクローターズ」名義でバンド活動開始[8][9]。
- 2017年11月27日、新宿Motionにて、「ポエムアパート」名義でアイドルグループ活動開始。他のメンバーは、なの小夕子、叶かの。[10]。
- 2022年10月26日、渋谷La.mamaにて、「工藤ちゃんのピンクローターズ」の改名を発表。「PINROTA」へ。[11]

## 人物・エピソード
- シンガーソングライターの大森靖子に強い憧れを抱いており、2014年に開催された「大森靖子としっぽりとっとり前座公開オーディション」に参加[12]。大森靖子のYouTube動画「モリ！ステ」に投稿動画が採用[13]された後、大森靖子が審査員を務めるオーディションのミスiDに応募し、ファイナリストに選出される。そして、ミスiDとして公式にオファーを受け、大森靖子の「愛してる.com」「生kill the time 4 you、、❤」MVに出演を果たす[14][15]。
- 2015年8月22日、夏祭りのイベント（調布花火大会、電気通信大学グラウンド会場）にて、せっかく買った可愛い水着を披露する機会がないことを理由に、ステージ上で服を脱ぎだし、水着になる。その後、ステージ上で水着姿になることが定番化。その様子はミスiD2016自己紹介動画でも再現されている[6]。
- 2016年2月14日、自主企画にて、自作のパンケーキ食べ放題を実現する[16]。
- 2016年3月25日、大森靖子と同じギブソン・ハミングバードのアコースティック・ギターを30万円で購入し、同日、秋葉アリーナカフェでのライブで初披露する[17][18][19]。
- 2022年9月17日吉田仁郎と結婚
- 2023年6月28日、ファン同士のコミュニケーションについてのツイートが日刊スポーツに取り上げられた[20]。

## 作品

### シングル・ミニアルバム
2015年12月から毎月限定でCD-Rをリリース中。
| #  | タイトル   | 作詞 | 作曲・編曲 |
| -- | ---------- | ---- | ---------- |
| 1. | 「サクラ」 |      |            |

| #  | タイトル | 作詞 | 作曲・編曲 |
| -- | -------- | ---- | ---------- |
| 1. | 「M」    |      |            |

| #  | タイトル       | 作詞 | 作曲・編曲 |
| -- | -------------- | ---- | ---------- |
| 1. | 「君のいる町」 |      |            |

| #  | タイトル | 作詞 | 作曲・編曲 |
| -- | -------- | ---- | ---------- |
| 1. | 「新宿」 |      |            |

| #  | タイトル     | 作詞 | 作曲・編曲 |
| -- | ------------ | ---- | ---------- |
| 1. | 「やめない」 |      |            |

| #  | タイトル           | 作詞 | 作曲・編曲 |
| -- | ------------------ | ---- | ---------- |
| 1. | 「それだけのこと」 |      |            |

| #  | タイトル                 | 作詞 | 作曲・編曲 |
| -- | ------------------------ | ---- | ---------- |
| 1. | 「ストロベリードリーム」 |      |            |

| #  | タイトル       | 作詞 | 作曲・編曲 |
| -- | -------------- | ---- | ---------- |
| 1. | 「低気圧彼女」 |      |            |

| “工藤ちゃん【公式】Twitter”. 2022年1月27日閲覧。 |                                    |      |            |
| #                                                | タイトル                           | 作詞 | 作曲・編曲 |
| 1.                                               | 「フレンズ」                       |      |            |
| 2.                                               | 「三番目の女」                     |      |            |
| 3.                                               | 「シックスティーンガールフレンド」 |      |            |
| 4.                                               | 「青空の下でも」                   |      |            |
| 5.                                               | 「愛しいなんて...」                |      |            |
| 6.                                               | 「明るい歌」                       |      |            |

| “工藤ちゃん公式通販”. 2022年1月21日閲覧。 |                                      |      |            |
| #                                         | タイトル                             | 作詞 | 作曲・編曲 |
| 1.                                        | 「フレンズ」(「エクスフレンズ」収録) |      |            |
| 2.                                        | 「君のいる町」(「君といた部屋」収録) |      |            |
| 3.                                        | 「あすのゆめ」                       |      |            |

| “工藤ちゃん公式通販”. 2022年1月21日閲覧。 |                |      |            |
| #                                         | タイトル       | 作詞 | 作曲・編曲 |
| 1.                                        | 「他人の食卓」 |      |            |
| 2.                                        | 「あすのゆめ」 |      |            |

### アルバム
| # | タイトル | 作詞 | 作曲・編曲 |
| - | -------- | ---- | ---------- |

| # | タイトル | 作詞 | 作曲・編曲 |
| - | -------- | ---- | ---------- |

| #  | タイトル             | 作詞 | 作曲・編曲 | 時間  |
| -- | -------------------- | ---- | ---------- | ----- |
| 1. | 「絶望少女」         |      |            | 02:30 |
| 2. | 「ドクターマーチン」 |      |            | 01:48 |
| 3. | 「君に」             |      |            | 02:12 |
| 4. | 「天気がいい日は」   |      |            | 02:12 |

- OTOTOYにて配信中。[21]

| #  | タイトル                 | 作詞 | 作曲・編曲 | 時間  |
| -- | ------------------------ | ---- | ---------- | ----- |
| 1. | 「嘘でもいいから」       |      |            | 04:55 |
| 2. | 「ストロベリードリーム」 |      |            | 02:46 |
| 3. | 「バンドマンの女」       |      |            | 02:20 |
| 4. | 「ゴミじゃない」         |      |            | 02:00 |
| 5. | 「朝焼けと夢」           |      |            | 03:19 |
| 6. | 「ライフ」               |      |            | 01:34 |
| 7. | 「無題」                 |      |            | 00:49 |

- OTOTOYにて「バンドマンの女」のみ先行配信中。[23]

| “OTOTOY 配信ページ”. 2022年1月21日閲覧。 |                    |      |            |       |
| #                                        | タイトル           | 作詞 | 作曲・編曲 | 時間  |
| 1.                                       | 「ハロー」         |      |            | 03:22 |
| 2.                                       | 「やめない」       |      |            | 01:56 |
| 3.                                       | 「君のいる町」     |      |            | 02:36 |
| 4.                                       | 「天気がいい日は」 |      |            | 02:05 |

| 全作詞・作曲: 工藤ちゃん（Ex,M-14 高野京介）。“OTOTOY 配信ページ”. 2022年1月21日閲覧。 |                                                                  |                                |                                |      |
| #                                                                                      | タイトル                                                         | 作詞                           | 作曲・編曲                     | 時間 |
| 1.                                                                                     | 「ドキドキさせて」                                               | 工藤ちゃん（Ex,M-14 高野京介） | 工藤ちゃん（Ex,M-14 高野京介） | 4:16 |
| 2.                                                                                     | 「小さな世界」                                                   | 工藤ちゃん（Ex,M-14 高野京介） | 工藤ちゃん（Ex,M-14 高野京介） | 3:07 |
| 3.                                                                                     | 「三番目の女」                                                   | 工藤ちゃん（Ex,M-14 高野京介） | 工藤ちゃん（Ex,M-14 高野京介） | 2:22 |
| 4.                                                                                     | 「低気圧彼女」                                                   | 工藤ちゃん（Ex,M-14 高野京介） | 工藤ちゃん（Ex,M-14 高野京介） | 2:42 |
| 5.                                                                                     | 「低用量彼氏」                                                   | 工藤ちゃん（Ex,M-14 高野京介） | 工藤ちゃん（Ex,M-14 高野京介） | 2:20 |
| 6.                                                                                     | 「Cheereal」(瀬戸栞ちゃんへの提供曲)                             | 工藤ちゃん（Ex,M-14 高野京介） | 工藤ちゃん（Ex,M-14 高野京介） | 2:54 |
| 7.                                                                                     | 「僕と下北沢」                                                   | 工藤ちゃん（Ex,M-14 高野京介） | 工藤ちゃん（Ex,M-14 高野京介） | 3:29 |
| 8.                                                                                     | 「水深5cm」(映画「はじめての うみ」主題歌)                       | 工藤ちゃん（Ex,M-14 高野京介） | 工藤ちゃん（Ex,M-14 高野京介） | 2:03 |
| 9.                                                                                     | 「快楽論」                                                       | 工藤ちゃん（Ex,M-14 高野京介） | 工藤ちゃん（Ex,M-14 高野京介） | 3:11 |
| 10.                                                                                    | 「君に」(Vシネマ「潜入捜査官3(仮)」タイアップエンディングテーマ) | 工藤ちゃん（Ex,M-14 高野京介） | 工藤ちゃん（Ex,M-14 高野京介） | 2:28 |
| 11.                                                                                    | 「音楽」                                                         | 工藤ちゃん（Ex,M-14 高野京介） | 工藤ちゃん（Ex,M-14 高野京介） | 2:14 |
| 12.                                                                                    | 「ワンルームパーティー」                                         | 工藤ちゃん（Ex,M-14 高野京介） | 工藤ちゃん（Ex,M-14 高野京介） | 4:20 |
| 13.                                                                                    | 「君のいる町」                                                   | 工藤ちゃん（Ex,M-14 高野京介） | 工藤ちゃん（Ex,M-14 高野京介） | 3:37 |
| 14.                                                                                    | 「ロックマン」(CDのみ)                                           | 工藤ちゃん（Ex,M-14 高野京介） | 工藤ちゃん（Ex,M-14 高野京介） |      |

| “OTOTOY 配信ページ”. 2022年1月21日閲覧。 |                                    |      |            |       |
| #                                        | タイトル                           | 作詞 | 作曲・編曲 | 時間  |
| 1.                                       | 「フレンズ」                       |      |            | 05:00 |
| 2.                                       | 「アグリー」                       |      |            | 05:15 |
| 3.                                       | 「バンドマンの女」                 |      |            | 02:14 |
| 4.                                       | 「シックスティーンガールフレンド」 |      |            | 04:08 |
| 5.                                       | 「愛しいなんて」                   |      |            | 04:03 |
| 6.                                       | 「青空の下でも」                   |      |            | 03:57 |
| 7.                                       | 「天気がいい日は」                 |      |            | 02:12 |
| 8.                                       | 「セプテンバー」                   |      |            | 02:23 |
| 9.                                       | 「ストロベリードリーム」           |      |            | 02:22 |
| 10.                                      | 「嘘でもいいから」                 |      |            | 05:10 |
| 11.                                      | 「あなたの彼女がうらやましい」     |      |            | 04:27 |
| 12.                                      | 「ドクターマーチン」               |      |            | 01:59 |
| 13.                                      | 「鯉に恋」                         |      |            | 01:35 |
| 14.                                      | 「燦々サンタ」                     |      |            | 03:45 |
| 15.                                      | 「秘密のバラード」                 |      |            | 04:36 |

| “OTOTOY 配信ページ”. 2022年12月20日閲覧。 |                      |      |            |       |
| #                                         | タイトル             | 作詞 | 作曲・編曲 | 時間  |
| 1.                                        | 「なっちゃん」       |      |            | 02:27 |
| 2.                                        | 「海風のようだ」     |      |            | 03:07 |
| 3.                                        | 「3番目の女β」       |      |            | 03:09 |
| 4.                                        | 「ニュートン」       |      |            | 04:08 |
| 5.                                        | 「いまどきの女の子」 |      |            | 02:42 |
| 6.                                        | 「ハートビート」     |      |            | 03:40 |
| 7.                                        | 「他人の食卓」       |      |            | 02:39 |
| 8.                                        | 「オーガスト」       |      |            | 04:52 |
| 9.                                        | 「あすのゆめ」       |      |            | 04:27 |
| 10.                                       | 「メビウス」         |      |            | 04:34 |
| 11.                                       | 「東京(仮)」         |      |            | 04:58 |
| 12.                                       | 「夏休みが終わる」   |      |            | 02:12 |

### ベスト・アルバム
| “工藤ちゃん公式通販”. 2022年1月21日閲覧。 |                          |      |            |
| #                                         | タイトル                 | 作詞 | 作曲・編曲 |
| 1.                                        | 「夏祭り」               |      |            |
| 2.                                        | 「夏風」                 |      |            |
| 3.                                        | 「君を待つ」             |      |            |
| 4.                                        | 「ハロー」               |      |            |
| 5.                                        | 「アクセサリー」         |      |            |
| 6.                                        | 「トーキョー」           |      |            |
| 7.                                        | 「毛だまり」             |      |            |
| 8.                                        | 「小さな世界」           |      |            |
| 9.                                        | 「天気がいい日は」       |      |            |
| 10.                                       | 「ゴミじゃない」         |      |            |
| 11.                                       | 「ジャンクフ―ドの幸せ」  |      |            |
| 12.                                       | 「女子トイレの秘密」     |      |            |
| 13.                                       | 「milkish」              |      |            |
| 14.                                       | 「等身大のラブソング」   |      |            |
| 15.                                       | 「ほわいと」             |      |            |
| 16.                                       | 「好きすぎて死ぬ」       |      |            |
| 17.                                       | 「ドクターマーチン」     |      |            |
| 18.                                       | 「青と赤」               |      |            |
| 19.                                       | 「絶望少女」             |      |            |
| 20.                                       | 「君に」                 |      |            |
| 21.                                       | 「あたし七味」           |      |            |
| 22.                                       | 「ここにいるよ」         |      |            |
| 23.                                       | 「ストロベリードリーム」 |      |            |
| 24.                                       | 「木枯らし」             |      |            |
| 25.                                       | 「嘘でもいいから」       |      |            |

| “工藤ちゃん公式通販”. 2022年1月21日閲覧。 |                        |      |            |
| #                                         | タイトル               | 作詞 | 作曲・編曲 |
| 1.                                        | 「パラレル 2015」      |      |            |
| 2.                                        | 「無題」               |      |            |
| 3.                                        | 「夜吹かし」           |      |            |
| 4.                                        | 「フィクションの話」   |      |            |
| 5.                                        | 「ライフ」             |      |            |
| 6.                                        | 「サクラ」             |      |            |
| 7.                                        | 「朝焼けと夢」         |      |            |
| 8.                                        | 「バンドマンの女」     |      |            |
| 9.                                        | 「はじまり」           |      |            |
| 10.                                       | 「WWW.」               |      |            |
| 11.                                       | 「新宿」               |      |            |
| 12.                                       | 「M 2016」             |      |            |
| 13.                                       | 「君のいる町」         |      |            |
| 14.                                       | 「インスタントガール」 |      |            |
| 15.                                       | 「春雨」               |      |            |
| 16.                                       | 「低気圧彼女」         |      |            |
| 17.                                       | 「低用量彼氏」         |      |            |
| 18.                                       | 「やめない」           |      |            |
| 19.                                       | 「それだけのこと」     |      |            |
| 20.                                       | 「青光る」             |      |            |
| 21.                                       | 「ロックユー」         |      |            |
| 22.                                       | 「Cheereal」           |      |            |
| 23.                                       | 「11月」               |      |            |
| 24.                                       | 「わたしはわたしよ」   |      |            |
| 25.                                       | 「真っ直ぐに橙」       |      |            |

| “工藤ちゃん公式通販”. 2022年1月21日閲覧。 |                                    |      |            |
| #                                         | タイトル                           | 作詞 | 作曲・編曲 |
| 1.                                        | 「三番目の女 2016」                |      |            |
| 2.                                        | 「ワンルームパーティー」           |      |            |
| 3.                                        | 「快楽論」                         |      |            |
| 4.                                        | 「好きな人に会いたい 2017」        |      |            |
| 5.                                        | 「あたしだけ」                     |      |            |
| 6.                                        | 「ドキドキさせて」                 |      |            |
| 7.                                        | 「僕と下北沢」                     |      |            |
| 8.                                        | 「人生」                           |      |            |
| 9.                                        | 「水深5cm」                        |      |            |
| 10.                                       | 「ラーメン」                       |      |            |
| 11.                                       | 「夏休みは終わる」                 |      |            |
| 12.                                       | 「くらむずあっぷ」                 |      |            |
| 13.                                       | 「カプサイシンに恋を焦がれて」     |      |            |
| 14.                                       | 「明るい歌」                       |      |            |
| 15.                                       | 「フレンズ」                       |      |            |
| 16.                                       | 「青空の下でも 2018」              |      |            |
| 17.                                       | 「愛しいなんて…」                  |      |            |
| 18.                                       | 「＃アイドル」                     |      |            |
| 19.                                       | 「シックスティーンがーるフレンド」 |      |            |
| 20.                                       | 「高円寺のテーマ」                 |      |            |
| 21.                                       | 「キャナイセレブレイトユー？」     |      |            |
| 22.                                       | 「あなたの彼女がうらやましい」     |      |            |
| 23.                                       | 「鯉に恋」                         |      |            |
| 24.                                       | 「アグリー」                       |      |            |
| 25.                                       | 「バンドマンの女じゃない」         |      |            |

### 参加作品
| #  | タイトル           | 作詞 | 作曲・編曲 |
| -- | ------------------ | ---- | ---------- |
| 1. | 「MC」             |      |            |
| 2. | 「三番目の女」     |      |            |
| 3. | 「バンドマンの女」 |      |            |
| 4. | 「海風のようだ」   |      |            |
| 5. | 「君のいる町」     |      |            |
| 6. | 「東京（仮）」     |      |            |
| 7. | 「MC」             |      |            |

| #  | タイトル          | 作詞 | 作曲・編曲 |
| -- | ----------------- | ---- | ---------- |
| 1. | 「オレたちのREC」 |      |            |
| 2. | 「旅立ちのうた」  |      |            |
| 3. | 「東京（仮）」    |      |            |

| #  | タイトル             | 作詞 | 作曲・編曲 |
| -- | -------------------- | ---- | ---------- |
| 1. | 「ハートビート」     |      |            |
| 2. | 「そのときまでまた」 |      |            |
| 3. | 「アグリー」         |      |            |
| 4. | 「僕と下北沢」       |      |            |

| #   | タイトル                                                               | 作詞 | 作曲・編曲 |
| --- | ---------------------------------------------------------------------- | ---- | ---------- |
| 1.  | 「Hey You (作詞 工藤ちゃん&アヤスミちゃんとしもんくん/作曲 米田志文)」 |      |            |
| 2.  | 「イマジナリーフレンド (作詞 岡村綾純 / 作曲 米田志文)」               |      |            |
| 3.  | 「鯉に恋-MOECHANZ Ver. (作詞曲 工藤ちゃん)」                           |      |            |
| 4.  | 「ニュートン-MOECHANZ Ver. (作詞曲 工藤ちゃん)」                       |      |            |
| 5.  | 「春は、 あす (作詞 工藤ちゃん / 作曲 米田志文)」                      |      |            |
| 6.  | 「ピアニカ協奏曲 - 変ホ長調 (作曲 米田志文)」                          |      |            |
| 7.  | 「青の絆 (作詞曲 米田志文)」                                           |      |            |
| 8.  | 「Start The END (作詞曲 米田志文)」                                    |      |            |
| 9.  | 「(It's) Beautiful days Thanks to Music (作詞曲 米田志文)」            |      |            |
| 10. | 「花鳥風月をさがして (作詞曲 米田志文)」                               |      |            |

### 楽曲提供
瀬戸栞
- 「Cheereal」（2016年）※作詞・作曲

くらむず
- 「くらむずあっぷ」（2017年）※作詞・作曲
- 「夜明け」（2018年）※作詞

衿衣
- 「浮かせる気」（2018年）※作詞・作曲

朝倉凛
- 「青空の下でも」（2018年）※作詞・作曲
- 「君との季節」（2020年）※作詞・作曲

羽川桜和子
- 「愛しいなんて…」（2018年）※作詞・作曲
- 「ペンギン」（2021年）※作詞・作曲

岡ちひろ
- 「魔法」（2020年6月17日）※作詞・作曲
- 「眼鏡」（2020年6月17日）※作詞・作曲

## 出演

### 映像作品
- 大森靖子/「愛してる.com」MV[14]
- 大森靖子/「生kill the time 4 you、、❤」MV[15]
- 「トーキョー・ロンリー・ランデブー」/監督：毛利昂人・編集：川村太輔（とめさん）｜脚本：前田果歩｜出演：工藤ちゃん / 音楽：おかありな｜企画：直井卓俊｜カラー｜STEREO｜30min / 挿入歌「天気がいい日は」工藤ちゃん
- 「愛のくだらない」劇場公開日：2021年8月27日 /監督：野本梢　出演：藤原麻希 岡安章介(ななめ45°) 村上由規乃 長尾卓磨 橋本紗也加 手島実優 根矢涼香・・主題歌： / 挿入歌「天気がいい日は」工藤ちゃん

### 演劇
・『笹口騒音ハーモニカ、周縁』 - 2016年2月29日、新宿LOFT、作・演出・出演：澁谷桂一、音楽・出演：笹口騒音ハーモニカ、出演：桑原麗子（サワネ役）、工藤ちゃん（チヒロ役）、徳永帆の佳、腐ってもみかん、依田玲奈、治はじめ、たなか沙織）
・『さよならはブルースで』 - 2016年8月5日、渋谷UPLINK、脚本・美術：Painterkuro、出演：池田諭、澁澤真美（岡田真美）、森田智子（特別出演）、工藤ちゃん（特別出演）、シモーネ（特別出演））

## ライブ・イベント
（非常に数が多いため、公式ウェブサイトを参照のこと）

### 自主企画
- 「ピンクと憂鬱vol.1～工藤ちゃんバースデー＆はじめてのリリースパーティー～」（2016年5月13日、渋谷354CLUB、工藤ちゃんのピンクローターズ/絵恋ちゃん/Gigandect/tasotokyoガールズ/ぱいぱいでか美/The Mash/みちゅのりんご/ゆっきゅん/工藤ちゃん(O.A.)）[8][25]
- 「工藤ちゃんツーマンシリーズ1発目～岬たんの場合～」（2016年6月25日、高円寺U-ha、工藤ちゃん/岬たん）
- 「工藤ちゃんツーマンシリーズ2発目～片山さゆ里ちゃんの場合～」（2016年7月30日、高円寺無力無善寺、工藤ちゃん/片山さゆ里）
- 「工藤ちゃんツーマンシリーズ3発目～シバノソウちゃんの場合～」（2016年8月27日、高円寺無力無善寺、工藤ちゃん/シバノソウ）
- 「工藤ちゃんツーマンシリーズ4発目～しずくだうみちゃんの場合～」（2016年9月24日、高円寺無力無善寺、工藤ちゃん/しずくだうみ）
- 「工藤ちゃんツーマンシリーズ5発目～ゆっきゅんの場合～」（2016年10月15日、高円寺U-ha、工藤ちゃん/ゆっきゅん）
- 「工藤ちゃんツーマンシリーズ6発目～HYUGAちゃん場合～」（2016年11月24日、高円寺無力無善寺、工藤ちゃん/HYUGA）
- 「工藤ちゃん2016年感謝祭（はじめてのワンマンライブ）」（2016年12月24日、高円寺無力無善寺、工藤ちゃん/佐々木窓辺(O.A.)）
- 「KIF～工藤ちゃんアイドルフェスティバル～」（2017年4月15日、新高円寺クラブライナー、工藤ちゃん/岬たん/少女模型/夏目すあ/二条ゆりな/花亜みくみ/眉村ちあき/宮里早織/るなっち☆ほし）kudo_chan_botの2017年4月14日のツイート- X（旧Twitter）
- 「ワンルームパーティー（生誕）」（2017年5月13日、新宿Motion、工藤ちゃんのピンクローターズ/The Mash/有坂愛海/艶街/ゲスバンド/減色シアター/十四代目トイレの花子さん/テコの原理/ド真ん中ズン/野崎世界観/コピバン　フード：鈍々軒）kudo_chan_botの2017年5月14日のツイート- X（旧Twitter）
- 「アフターワンルームパーティー（生誕）」（2017年5月14日、高円寺U-ha、工藤ちゃん/おかありな/片山さゆ里/小棚木もみじ/笹口騒音ハーモニカ/シバノソウ/岬たん）kudo_chan_botの2017年5月14日のツイート- X（旧Twitter）
- 「工藤ちゃんアイドルフェスティバル2」（2017年9月10日、新宿JAM、工藤ちゃん/taso関西ガールズ(大阪)/おでん屋てん(るなてん)/くらむず/なんちゃらアイドル/雷都少女(栃木)/おかありな(OA)/シークレットユニットお披露目）kudo_chan_botの2017年9月10日のツイート- X（旧Twitter）
- 「KIF2.5～昼のアイドル無限大まつり～」（2018年2月11日、秋葉原PLUM、梅星えあ/衿衣/おでん屋てん(るなてん)/工藤ちゃん/ちぇる(tasotokyoガールズ)/ほのか(おしくらまんじゅ)/まずい脱脂粉乳/岬たん/るなっち☆ほし）kudo_chan_botの2018年2月11日のツイート- X（旧Twitter）
- 「KIF3～工藤ちゃん24th生誕前々夜～」（2018年5月11日、秋葉原PLUM、工藤ちゃん/ポエムアパート/KULUPULU(IRIS MONDE)/tasotokyoガールズ/くらむず/なんちゃらアイドル/まずいよ脱脂粉乳/雷都少女/ろまんす注意報！）kudo_chan_botの2018年5月13日のツイート- X（旧Twitter）
- 「ひとりぼっちーず決起集会(工藤ちゃん24歳誕生前夜)」（2018年5月12日、新宿Motion⇆新宿Marble、アサトアキラ/有坂愛海/Andare/イロハマイ(バンド)/おかありなと東京ときめきクラブ/片山さゆ里/カミイショータグループ/かみやあいのバンド/工藤ちゃんとアヤスミちゃん/工藤ちゃんのピンクローターズ/黒猫財閥/シカゴ松村(眉村ちあきバンド)/初期の藤林里佳（バンド）/続・高野京介と1997年/だかれもしないうずくしみ/テコの原理/ド真ん中ズン/伴野あやめ/なの小夕子/のっぺら/はしもとりお/ふるかわののこバンド/岬たんボーイズ/ヤスエでんじゃらすおじさん　上映：澁谷桂一監督「て、ん、め、つ」　野本梢監督「フォトジェニック」）kudo_chan_botの2018年5月12日のツイート- X（旧Twitter）
- 「頑張らないと決めた夜(昼)」（2019年5月11日、新宿Marble、工藤ちゃん/岬たん/おかありな/衿衣）kudo_chan_botの2019年5月9日のツイート- X（旧Twitter）
- 「工藤ちゃんレコ発企画【明日のいまも友達でいてね】」（2019年10月21日、NEPO吉祥寺、工藤ちゃんのピンクローターズ/あみのず/おーたけ@じぇーむずfeat.大山拓哉/水野寝地＆BEIJING DUCKS/心身ともに健やか）[26]
- 「惰性で生きちゃだめ　配信編１」（2020年5月30日、※浅草ゴールデンタイガーにて、原田卓馬/フジオユウト/オサメタクロウ/工藤ちゃん）kudo_chan_botの2020年5月30日のツイート- X（旧Twitter）
- 「惰性で生きちゃだめ　配信編２」（2020年6月7日、※浅草buttobiにて、モテギスミス/フジオユウト/工藤ちゃん）kudo_chan_botの2020年6月6日のツイート- X（旧Twitter）
- 「工藤ちゃんいつものワンマン　閑話休題」（2022年5月15日、高円寺U-hA、工藤ちゃん/羽川桜和子/宮﨑紅波）[27][28]
- 「工藤ちゃん2X歳生誕 “惰性で生きちゃだめ”」（2022年5月28日、新宿red cloth、工藤ちゃんのピンクローターズ/フジオユウト/ヘクトーよるをまもる/我ながらブルース/中村アリーとTIG-HUGS/ババカヲルコ/センチメンタル岡田/魚住英里奈）[29]

## タイアップ
| 起用年 | 楽曲           | タイアップ                                                            |
| ------ | -------------- | --------------------------------------------------------------------- |
| 2017年 | 水深5cm        | 映画「はじめての うみ」主題歌                                         |
| 2018年 | 君に           | Vシネマ「監禁潜入捜査官」エンディングテーマ                           |
| 2019年 | 快楽論         | FANZAで配信された日本の配信ドラマ「団地妻は、わけあってヤリました。」 |
| 2020年 | 嘘でもいいから | 映画「愛のくだらない」主題歌                                          |

## ミュージックビデオ
| 公開日         | 監督     | 曲名           | 備考 |
| -------------- | -------- | -------------- | --- |
| 2017年8月2日   | 澁谷桂一 | バンドマンの女 | 脚本・監督・撮影 澁谷桂一 出演 チクシヒロキ |
| 2018年7月29日  | 野本梢   | 君のいる町     | 出演：姫川風子／HAL(The Mash)／工藤ちゃん 監督：野本梢 撮影：野口高遠 照明：小川和也 ヘアメイク：田部井美穂 制作：川崎僚                                                    |
| 2021年8月14日  | 野本梢   | 嘘でもいいから | 映画「愛のくだらない」主題歌。出演：藤原麻希/岡安章介(ななめ45°) /橋本紗也加/根矢涼香/工藤ちゃん 脚本・監督・編集：野本梢 撮影：野口高遠 ヘアメイク : 松村南奈 製作：野本梢 |
| 2022年11月16日 | 米田志文 | 東京（仮）     | 監督・編集・撮影：米田志文(PINROTA) 動画提供： Ns.aoi、原田秀治、yasu |